# KDM Sælen
KDM Sælen (S323) – okręt podwodny typu Kobben należący do Kongelige Danske Marine (Duńskiej Królewskiej Marynarki Wojennej).
Okręt został zbudowany jako jednostka typu 207 w stoczni Rheinstahl-Nordseewerke w Emden w 1965 dla Królewskiej Marynarki Wojennej Norwegii. Służył przez 25 lat jako KNM "Uthaug", zanim został kupiony przez Danię w 1990. Jego międzynarodowy znak wywoławczy (call sign) to OUCJ.
4 grudnia 1990 "Sælen" zatonął podczas holowania z Kopenhagi do Aarhus. 17 grudnia został podniesiony przez niemiecki dźwig pływający "Roland" i zabrany do Aarhus na remont. 10 sierpnia 1993 okręt ponownie wrócił do służby.
Okręt brał udział w inwazji na Irak w 2003 od maja 2002 do czerwca 2003. By przyśpieszyć powrót do portu macierzystego w Frederikshavn, po 385 dniach przydziału na Morzu Śródziemnym i Zatoce Perskiej, został przetransportowany na pokładzie statku transportowego "Grietje".
Po powrocie z Zatoki Perskiej okręt został wycofany ze służby i przekazany do Królewskiego Duńskiego Muzeum Morskiego (Orlogsmuseet). Obecnie "Sælen" stoi w starej kwaterze głównej marynarki w Holmen w centrum Kopenhagi, gdzie jest dostępny dla zwiedzających.